# Entrepreneurs du Monde
Pour les articles homonymes, voir Entrepreneur (homonymie) et EDM.
Entrepreneurs du Monde accompagne l’insertion sociale et économique de personnes en situation de grande précarité en Afrique, en Asie, en Haïti et en France. Elle les aide à entreprendre, à accéder à l’énergie et à s’adapter au changement climatique pour s’émanciper. Pour réaliser sa mission, Entrepreneurs du Monde crée et incube des organisations locales (programmes) jusqu’à leur autonomie en s’appuyant sur quatre métiers clefs du développement : la microfinance sociale, l’accès à l’énergie, l’appui à la création de très petites entreprises (TPE)/insertion professionnelle et l’agro-entrepreneuriat. 

## Historique
Entrepreneurs du Monde a été créée en juin 1998 par Franck Renaudin,.  L’association commence par appuyer les programmes de microfinance d’Inter Aide aux Philippines, et en Inde. Elle reprend ensuite le suivi des programmes de microfinance d’Initiative Développement au Bénin, au Ghana et en Haïti. Puis elle entre dans une phase de création de  ses propres programmes : aux Philippines (2001), Inde (2006), Cambodge (2006), au Vietnam (2007), en Mongolie (2008) et au Burkina Faso (2008), au Burkina Faso (2008) , au Togo (2012), au Myanmar (2014), au Sénégal et en Guinée (2016) . C’est pendant cette période qu’elle ouvre se premiers programmes d’accès à l’énergie et de soutien à la très petite entreprise.
En 2015, elle fusionne avec l’association lyonnaise Ecidec et transfère son siège à Vaulx-en-Velin (69).
| Pays          | Organisation partenaire ou programme                                     | Métier |
| ------------- | ------------------------------------------------------------------------ | --- |
| Burkina Faso  | YIKRI                                                                    | Microfinance sociale                                                                                                 |
| Burkina Faso  | Partenariat avec la Fondation l’Occitane pour les productrices de karité | Microfinance sociale                                                                                                 |
| Burkina Faso  | Nafa Naana                                                               | Accès à l’énergie |
| Burkina Faso  | EMERGENCE                                                                | Appui à la création de TPE / Insertion professionnelle                                                               |
| Cambodge      | Pteah Baitong                                                            | Accès à l’énergie |
| France        | Incubation - Création - Inclusion                                        | Appui à la création de TPE / Insertion professionnelle                                                               |
| France        | Un Toit Vers l'Emploi                                                    | Appui à la création de TPE / Insertion professionnelle                                                               |
| Ghana         | ID Ghana                                                                 | Microfinance sociale                                                                                                 |
| Guinée        | Wakili                                                                   | Microfinance sociale                                                                                                 |
| Haïti         | Palmis Mikwofinans Sosyal                                                | Microfinance sociale                                                                                                 |
| Haïti         | Atelye Ekol Eneji                                                        | Appui à la création de TPE / Insertion professionnelle                                                               |
| Haïti         | Palmis Enèji                                                             | Accès à l’énergie |
| Birmanie      | Sont Oo Tehtwin                                                          | Microfinance sociale                                                                                                 |
| Philippines   | SEED                                                                     | Microfinance sociale                                                                                                 |
| Philippines   | SCPI                                                                     | Microfinance sociale                                                                                                 |
| Philippines   | ATECo                                                                    | Accès à l’énergie |
| Togo          | Assilassimé                                                              | Microfinance sociale                                                                                                 |
| Togo          | MIVO Énergie                                                             | Accès à l’énergie |
| Togo          | MIAWODO                                                                  | Appui à la création de TPE / Insertion professionnelle                                                               |
| Viêt Nam      | Anh Chi Em                                                               | Microfinance sociale                                                                                                 |
| Sénégal       | FANSOTO                                                                  | Microfinance sociale                                                                                                 |
| Sénégal       | TERANGA / LIGODEN                                                        | Appui à la création de TPE / Insertion professionnelle                                                               |
| Sénégal       | Fawrou Remobe                                                            | Agro-entrepreneuriat                                                                                                 |
| Sierra Leone  | MUNAFA                                                                   | Microfinance sociale                                                                                                 |
| Côte d'Ivoire |                                                                          | Microfinance sociale, accès à l'énergie, appui à la création de TPE/Insertion professionnelle, agro-entrepreneuriat. |

## Structure et financements
Entrepreneurs du Monde est une association loi de 1901, à but non lucratif. Elle est financée par des dons privés (particuliers, fondations, entreprises) et par des subventions publiques, accordées notamment par l’Agence française de développement (AFD).
Un autre axe de développement économique et financier repose sur le déploiement de partenariats avec des entreprises.

## Quatre métiers: Microfinance sociale, Appui à la création de TPE, Accès à l'énergie et Agro-entrepreneuriat
Microfinance sociale
Pour encourager l’entrepreneuriat des personnes les plus démunies, exclues de la microfinance classique, et les aider à sortir durablement de l’extrême précarité, Entrepreneurs du Monde a déployé sa propre méthodologie de microfinance sociale. 
L’ONG :

•	Est présente dans des quartiers défavorisés ou dans des zones reculées. 

•	Propose des prêts sans caution ni garantie et un livret d’épargne flexible. 

•	Ajuste le montant du prêt et la durée du remboursement à chaque situation.

•	Offre un accompagnement complet aux emprunteurs : au sein de groupes d’environ 25 personnes, ils participent à des formations socio-économiques sur des thématiques telles que la gestion d’une activité, la nutrition ou la prévention du paludisme, du choléra ou des violences conjugales, la protection de l’enfant, etc. 

•	Apporte un accompagnement spécifique aux familles qui rencontrent une difficulté supplémentaire : son travailleur social les aide à trouver une solution ou à solliciter un appui auprès d’un organisme spécialisé partenaire.

•	Mesure en permanence la pertinence de son action : évalue l’évolution du niveau de pauvreté, la satisfaction des micro-entrepreneurs, etc.
Appui à la création de TPE/insertion professionnelle
Pour aider notamment les jeunes et les femmes des quartiers périphériques des grandes villes à surmonter les barrières à l’emploi (contraintes financières, analphabétisme, éloignement, méconnaissance des opportunités existantes), Entrepreneurs du Monde propose un accompagnement vers l’insertion en entreprise (rédaction de CV, préparation d’entretiens) ou la création de TPE (étude de marché, plan d'affaires, gestion).
Accès à l’énergie
Pour faciliter l’accès des plus démunis à une énergie moderne, propre et économique les Entrepreneurs du Monde :

•	Sélectionne des kits solaires et des réchauds adaptés.

•	Développe des réseaux de distribution microfranchisés. 

•	Offre des services financiers adaptés. 
Cette action a un impact important sur :

-       Les familles qui utilisent désormais des kits solaires et des réchauds améliorés bien meilleurs pour leur santé, leur budget et l’environnement.

-	Les revendeurs qui développent ainsi une activité génératrice de revenu complémentaire.
Agro-entrepreneuriat Entrepreneurs du Monde priorise l’agriculture dans ses développements. Elle développe des formations agricoles, des crédits adaptés au cycle des récoltes, des greniers de stockage et cherche à renforcer des filières agricoles.

## Incubation et capitalisation
Pour  réaliser  sa  mission, Entrepreneurs du Monde incube des organisations locales pérennes. 
Elle recrute une équipe locale et crée avec elle une organisation de droit local. 
Ensemble, elles mettent en place le fonctionnement :

-	Opérationnel : méthodologie, modules de formation, outils de gestion et de reporting, 
mesure de la performance sociale.

-	Financier : subvention jusqu’à ce que le seuil de rentabilité soit atteint, aide à la 
recherche de financement.

-	Administratif : enregistrement officiel, gouvernance, choix de la structure juridique la plus adaptée, etc.
Elle accompagne ces équipes jusqu’à ce que leur structure atteigne la viabilité opérationnelle et financière, c’est-à-dire dans un délai de 4 à 7 ans. 